# Lundateologin
Lundateologin är från 1920-talet och framåt en i Lund framväxande teologisk riktning med Anders Nygren, Gustaf Aulén och Ragnar Bring som förgrundsgestalter. Gemensamt för lundateologerna var att de ville göra upp med den liberala teologin och använda sig av en vetenskapligt hållbar grund i det teologiska arbetet. De intresserade sig även för undersökandet av kristendomens "egenart". Lundateologins anti-idealistiska ståndpunkter skulle först finna ett motstånd hos Hans Larsson innan deras vetenskapliga anspråk kraftigt kritiserades av Ingemar Hedenius.